# Биков Михайло Леонідович
Би́ков Миха́йло Леоні́дович — учасник Афганської війни 1979–1989 років, проживає в місті Харків.
Замісник голови Харківської міської спілки ветеранів Афганістану (воїнів-інтернаціоналістів).

## Нагороди
- орден «За мужність III» ступеня (13.2.2015)